# Diakon
Diakon (gr. διάκονος diákonos „sługa”) – pierwszy z trzech stopni święceń sakramentalnych w katolicyzmie i prawosławiu oraz trzecia posługa urzędu duchownego w Kościołach protestanckich.

## Diakon w starożytności chrześcijańskiej

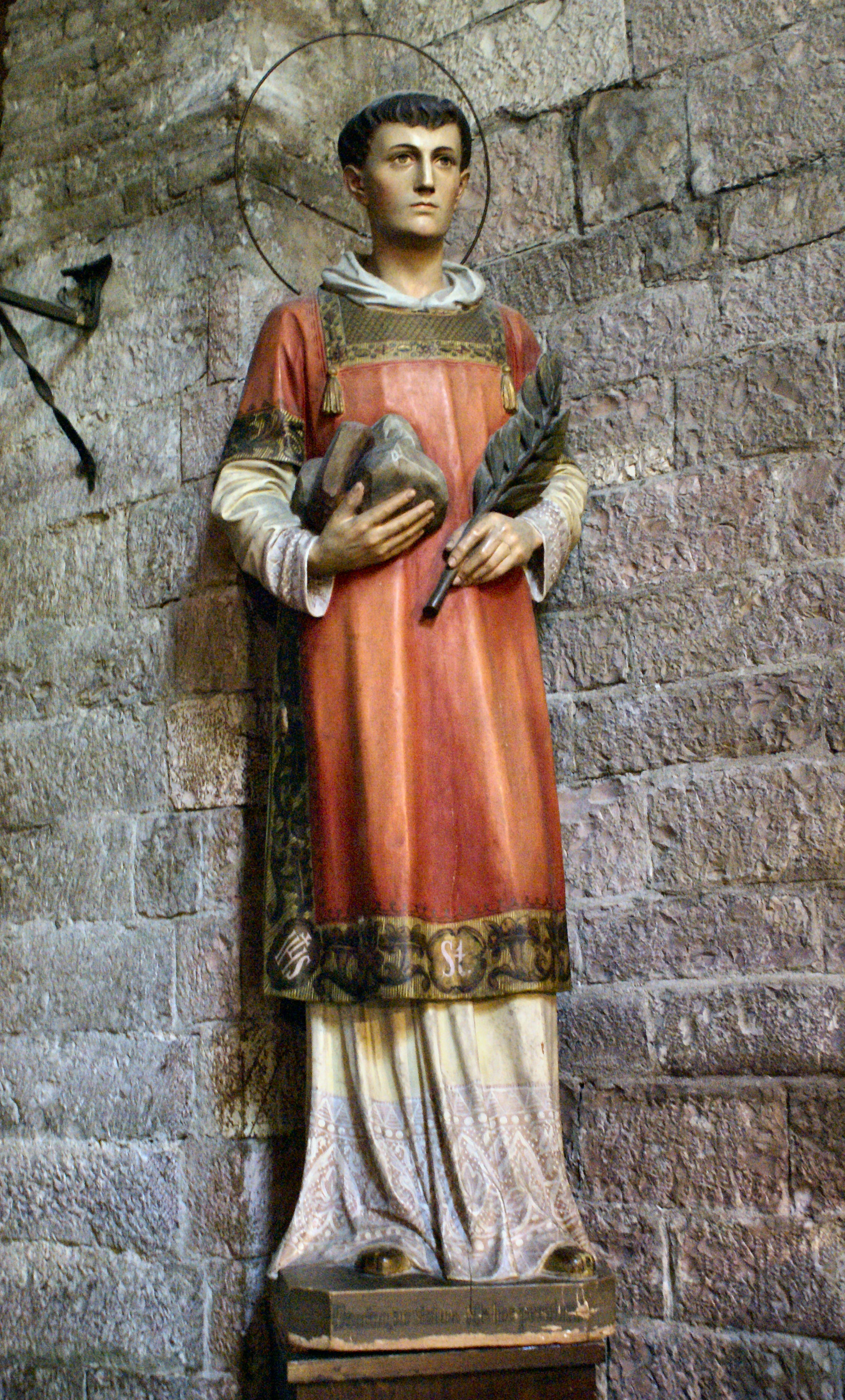
Święty Szczepan – diakon męczennik

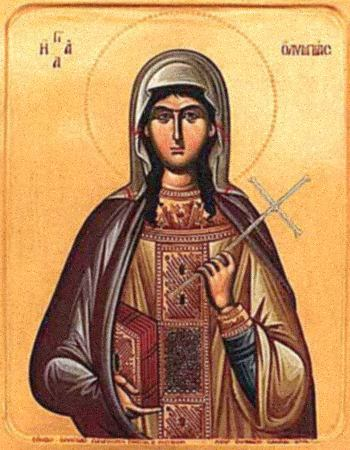
Święta Olimpia – diakonisa

### Diakoni w początkach Kościoła
Diakon wykształcił się w początkach chrześcijaństwa jako urząd osób odpowiedzialnych za funkcje charytatywne we wspólnocie chrześcijańskiej.
Według Dziejów Apostolskich (Dz 6, 1–6) apostołowie wybrali w Jerozolimie siedmiu mężczyzn, mających odciążyć ich od spraw stołu:
(1) Wówczas, gdy liczba uczniów wzrastała, zaczęli helleniści szemrać przeciwko Hebrajczykom, że przy codziennym rozdawaniu jałmużny zaniedbywano ich wdowy. (2) Nie jest rzeczą słuszną, abyśmy zaniedbywali słowo Boże, a obsługiwali stoły – powiedziało Dwunastu, zwoławszy wszystkich uczniów. (3) Upatrzcie zatem, bracia, siedmiu mężów spośród siebie, cieszących się dobrą sławą, pełnych Ducha i mądrości. Im zlecimy to zadanie. (4) My zaś oddamy się wyłącznie modlitwie i posłudze słowa. (5) Spodobały się te słowa wszystkim zebranym i wybrali Szczepana, męża pełnego wiary i Ducha Świętego, Filipa, Prochora, Nikanora, Tymona, Parmenasa i Mikołaja, prozelitę z Antiochii. (6) Przedstawili ich Apostołom, którzy modląc się włożyli na nich ręce.
Początkowo, zgodnie z tradycją, powoływano przy siedzibach biskupich po siedmiu diakonów. Z czasem przestano przestrzegać tej zasady.
Diakoni pełnili również szczególne funkcje liturgiczne. Odczytywali Ewangelię, podawali intencje modlitw, rozdzielali wiernym Eucharystię, a także pomagali biskupowi w udzielaniu sakramentu chrztu.

### Diakonisy w początkach Kościoła

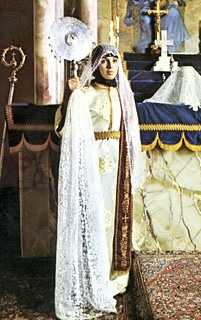
Szaty diakonisy Apostolskiego Kościoła Ormiańskiego (XIX w.)

We wczesnych wiekach istniała w Kościele instytucja diakonis. Zachowane teksty obrzędów ich ustanowienia różnią się od obrzędów stosowanych przy wyświęcaniu mężczyzn, lecz jednocześnie przewidują m.in. nałożenie rąk przez biskupa, charakterystyczne dla święceń sakramentalnych. Z uwagi na fragmentaryczność źródeł, teologowie katoliccy nie są zgodni, czy kobiety te były faktyczne wyświęcane, czy jedynie ustanawiane do posługi. Teologowie prawosławni zgodnie uznają instytucję diakonis jako diakonat kobiet.
Posługa diakonis obejmowała sprawowanie funkcji pomocniczych w liturgii, duszpasterstwo kobiet, przygotowanie katechumenów oraz działalność charytatywną. Diakonisy asystowały biskupowi przy chrzcie kobiet oraz zanosiły komunię chorym.
W Kościele zachodnim praktyka ustanawiania diakonis zanikła całkowicie około VIII wieku. W kolejnych wiekach terminem tym określano przełożone klasztorów żeńskich.
W Kościołach prawosławnych instytucja diakonis przetrwała do XIV wieku. W 1988 roku konsultacja panprawosławna „Miejsce kobiety w Kościele” (zwołana przez patriarchę Konstantynopola, Dymitra I na wyspie Rodos) wypowiedziała się jednogłośnie za przywróceniem diakonatu kobiet w Kościołach prawosławnych. W 2016 roku został on przywrócony przez patriarchat aleksandryjski dla misji w Afryce. W 2017 roku prawosławny patriarcha Aleksandrii, Teodor II wyświęcił do tej posługi pięć kobiet.
Praktyka wyświęcania diakonis jest znana również w przedchalcedońskim Kościele ormiańskim.
Obecnie w Kościołach protestanckich mianem diakonis określa się siostry żyjące w instytutach diakonijnych i pracujące jako pielęgniarki lub nauczycielki. Kościoły protestanckie, Kościoły starokatolickie i Kościoły niezależne (tzw. feministyczne) postrzegają kapłaństwo chrzcielne (powszechne) i urząd duchownego inaczej niż Kościół katolicki. Z tych też powodów niektóre z nich praktykują ordynowanie diakonek, czyli kobiet–diakonów.

## Diakonat w Kościele rzymskokatolickim

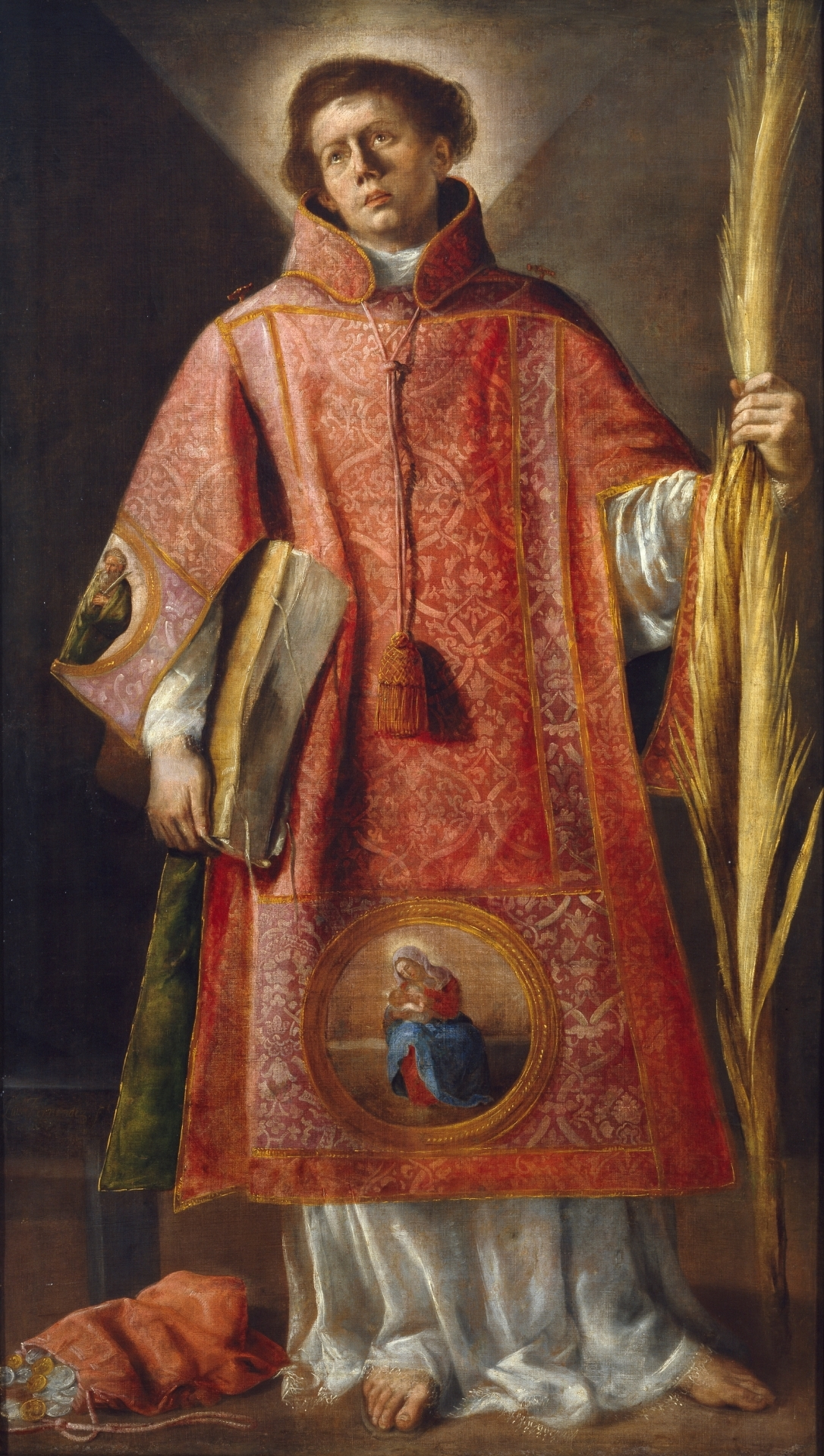
Święty Wawrzyniec z Rzymu – diakon męczennik

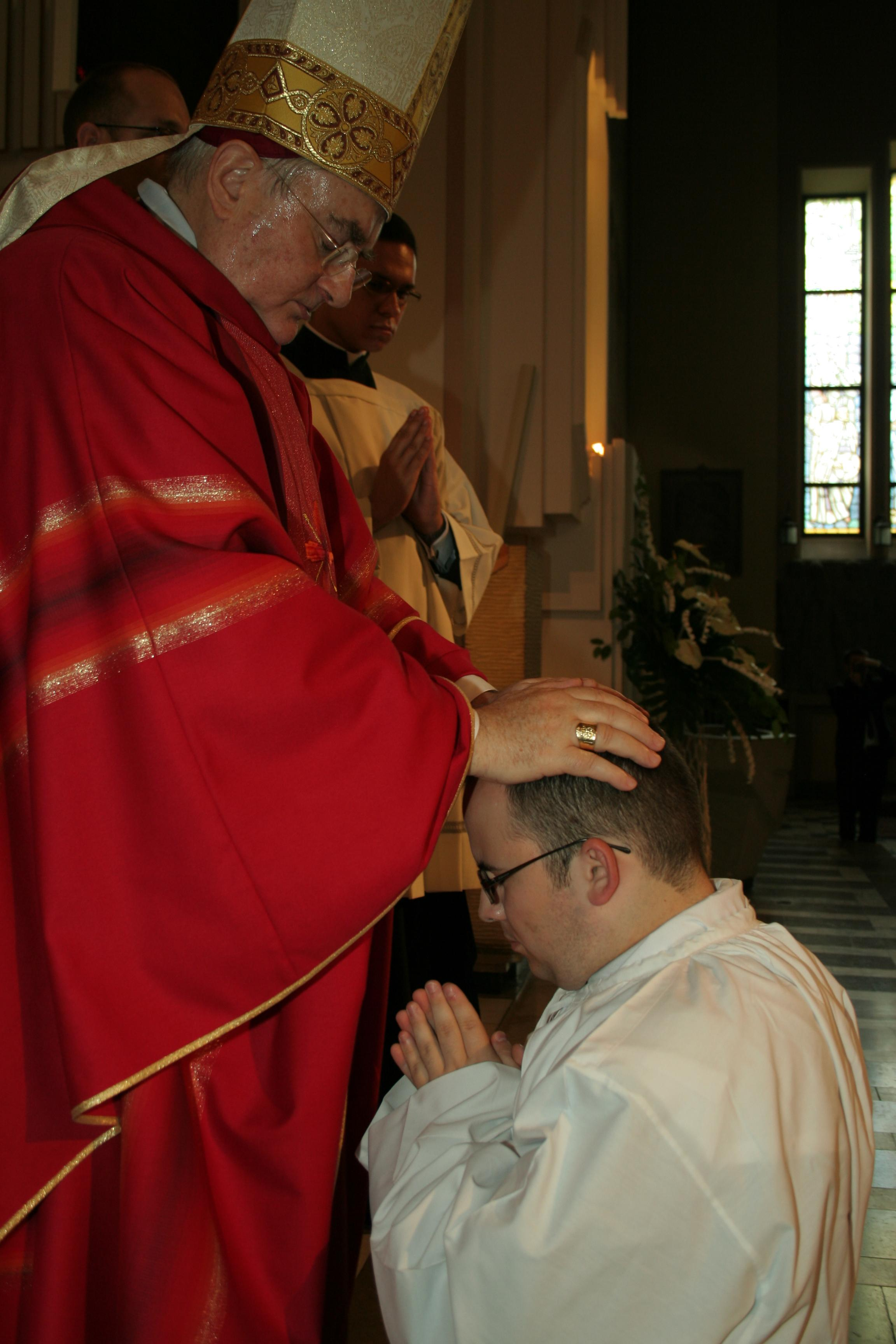
Święcenia diakonatu w Kościele rzymskokatolickim

Herb diakona katolickiego

### Zadania diakonów katolickich
Zgodnie z teologią katolicką diakonat jest pierwszym z trzech stopni sakramentu święceń (są to kolejno: diakonat, prezbiterat i episkopat). W obrzędzie święceń biskup nakłada na kandydata ręce, ale nie dla kapłaństwa, lecz dla posługi. Diakoni nie są powoływani, by zastępować kapłanów, ale po to, aby ich wspierać. Dlatego też nie wykonują funkcji typowo kapłańskich, jak celebrowanie mszy świętej, rozgrzeszanie i namaszczanie chorych (które też jest czasem formą rozgrzeszenia), ale wsparci łaską sakramentalną, mają za zadanie służyć Kościołowi w posłudze liturgii, słowa i miłości.

#### Posługa liturgii
Zadaniem diakona w celebracjach liturgicznych jest zasadniczo asystowanie i posługiwanie przewodniczącemu. W czasie mszy jest to także służba przy ołtarzu (przy księdze i kielichu), kierowanie zgromadzeniem wiernych poprzez odpowiednie polecenia oraz wypowiadanie intencji modlitwy powszechnej.
Niektóre ceremonie diakon może sprawować samodzielnie, w zastępstwie kapłana. Jest zwyczajnym szafarzem komunii świętej. Może uroczyście udzielać chrztu, asystować przy zawieraniu małżeństwa przez narzeczonych, przewodniczyć liturgii pogrzebu i nabożeństwom (np. Gorzkie żale), a także sprawować te sakramentalia, które nie są zastrzeżone prezbiterowi i biskupowi (jak np. poświęcenie kielicha i pateny).
W świetle prawa kanonicznego Kościoła łacińskiego, święcenia diakonatu wprowadzają do stanu duchownego. Wiąże się to z obowiązkiem regularnej celebracji Liturgii Godzin.

#### Posługa słowa
W ramach liturgii święceń diakonatu, biskup wręcza nowo wyświęconemu Ewangeliarz, jako znak specjalnej posługi głoszenia Ewangelii. Podczas każdej celebracji, w której uczestniczy diakon, zawsze on sam odczytuje tekst Ewangelii, nawet, jeżeli obecny jest biskup czy nawet papież. Diakon może także, z upoważnienia celebransa, wygłosić homilię lub kazanie, czego nie może nigdy czynić osoba świecka.

#### Posługa miłości
Diakon jest szczególnym orędownikiem miłości, sprawiedliwości i pokoju. Jest wezwany do niesienia pomocy i pociechy chorym, ubogim i cierpiącym. Oprócz świeckiej pracy zawodowej, która zapewnia mu utrzymanie, jest też wezwany, by wspierać duchowo i sakramentalnie tych, którzy tego najbardziej potrzebują. Święty Polikarp zachęca, by diakoni byli pełni współczucia, gorliwi, żyjący według prawdy naszego Pana, który stał się sługą wszystkich.
Specyficzna funkcja diakona w Kościele ma też odbicie w jego zadaniach w liturgii. Z zasady to on, w ramach swojego urzędu diakońskiego, kieruje do wiernych takie zachęty, jak Przekażcie sobie znak pokoju czy też Idźcie w pokoju Chrystusa.

### Diakoni stali i przejściowi
Diakonów w Kościele rzymskokatolickim można podzielić na dwie grupy: żonatych oraz celibatariuszy, którzy decydują się pozostać w stanie bezżennym.
Diakoni żonaci są wyświęcani na stałe (w Kościele łacińskim wymaga się od nich zgody małżonki, pięciu lat stażu małżeńskiego, ukończenia 35. roku życia, wykształcenia teologicznego oraz odpowiedniego przygotowania).
Kościół zachęca, by urzędowi diakońskiemu na stałe oddawali się także młodzieńcy, którzy dla pełnego poświęcenia się swoim obowiązkom, nie wstąpią w związek małżeński, ale podejmą życie w celibacie. Przewidziana jest dla nich formacja zbliżona do seminaryjnej, a wymagany wiek obniżony jest do 25 lat.
W Polsce najczęściej diakonat jest tylko stopniem przejściowym na drodze do kapłaństwa. Około roku przed ukończeniem studiów seminaryjnych alumni składają przysięgę celibatu i otrzymują święcenia diakonatu.

#### Diakonat stały
Katolickie Kościoły wschodnie przez wiele wieków zachowały instytucję diakonatu stałego, lecz w Kościele łacińskim praktyka święcenia stałych diakonów zanikła bardzo wcześnie. Pierwsza decyzja przywrócenia diakonatu jako stałego stopnia hierarchii, została podjęta na soborze trydenckim, lecz nie została zrealizowana. Wypełnienia doczekały się dopiero postanowienia biskupów zebranych na II soborze watykańskim. Ojcowie soborowi zarządzili w Konstytucji dogmatycznej o Kościele „Lumen Gentium”, by zachować diakonat jako właściwy i trwały stopień hierarchiczny. Ponadto zdjęto z diakonów obowiązek bezżenności.
Soborowy Dekret o misyjnej działalności Kościoła stwierdza, że wskazane jest, aby ludzi, którzy spełniają prawdziwie diakońską posługę, głosząc słowo Boże jako katechiści, kierując w imieniu proboszcza i biskupa rozproszonymi wspólnotami chrześcijańskimi albo praktykując miłosierdzie w działalności społecznej czy charytatywnej, wzmocnić przez przekazane w tradycji od Apostołów nałożenie rąk i ściślej połączyć z ołtarzem, aby skuteczniej wypełniali oni swoją posługę dzięki sakramentalnej łasce diakonatu.
Pierwszym z Kościołów lokalnych w Polsce, gdzie przywrócono stały diakonat, była diecezja przemyska (obecnie archidiecezja przemysko-warszawska) obrządku bizantyjsko-ukraińskiego. Pierwszy diakon nieprzeznaczony do kapłaństwa po II soborze watykańskim, Andrzej Chita, został wyświęcony 17 marca 1993 roku.
Pierwszy rzymskokatolicki diakon stały w Polsce, Tomasz Chmielewski, został wyświęcony 6 czerwca 2008 roku w Toruniu przez biskupa toruńskiego Andrzeja Suskiego.

#### Diakonat przejściowy
Prawo kanoniczne Kościoła łacińskiego oraz kościołów wschodnich wymaga, by kandydaci do święceń prezbiteratu wypełniali przez pewien czas urząd diakona. Sprawowanie posługi diakońskiej jest formą praktycznego przygotowania do przyszłej działalności duszpasterskiej, dlatego święcenia te udzielane są seminarzystom po ukończeniu piątego (przedostatniego) roku studiów.

### Szaty diakona katolickiego

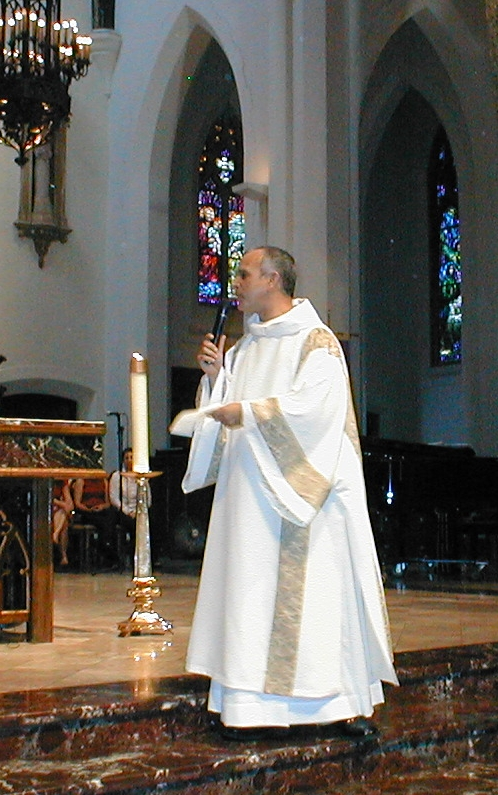
Diakon katolicki (ubrany w albę, stułę i dalmatykę)

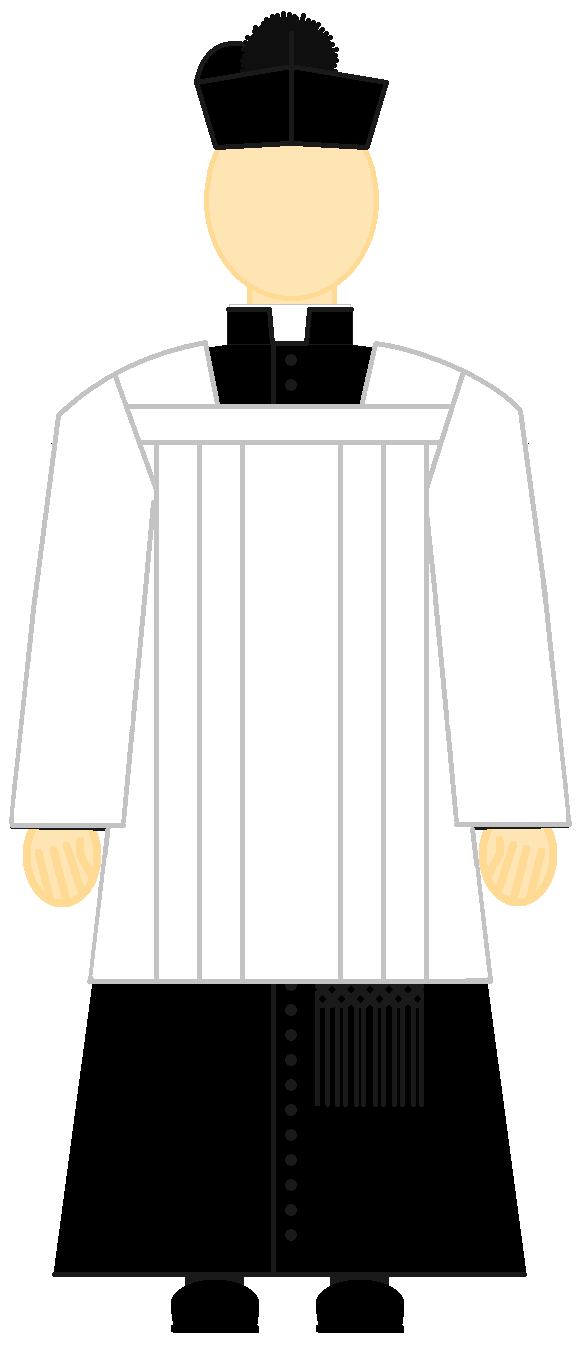
Strój chórowy katolickiego diakona

W Kościele rzymskokatolickim szatami liturgicznymi diakona są alba, cingulum, stuła przewieszona z lewego ramienia i spięta na prawym boku oraz dalmatyka. W nadzwyczajnej formie rytu rzymskiego diakon używa także manipularza. Strojem chórowym jest komża włożona na sutannę oraz czarny biret.
31 października 2003 r. ks. bp Stefan Cichy, jako Przewodniczący Komisji ds. Kultu Bożego i Dyscypliny Sakramentów Episkopatu Polski, zwrócił się do Kongregacji ds. Kultu Bożego i Dyscypliny Sakramentów z zapytaniem, czy diakoni, którzy przewodniczą czynnościom liturgicznym (np. Liturgii Godzin) lub wystawieniu i błogosławieństwu Najświętszym Sakramentem, mogą założyć na ten czas kapę. W odpowiedzi z dnia 23 lutego 2004 r. Kongregacja uznała, że diakoni mogą używać kapy w czasie wykonywania tych czynności, o ile wyrazi na to zgodę Konferencja Episkopatu Polski. Tydzień później Konferencja Episkopatu Polski udzieliła wymaganego pozwolenia.
W Katolickich Kościołach Wschodnich diakoni noszą szaty takie jak w prawosławiu (sticharion, narękawniki (poruczy) oraz orarion).

### Kwestia diakonatu kobiet
2 czerwca 2016 r. papież Franciszek ustanowił Komisję ds. Diakonatu Kobiet, celem przestudiowania kwestii diakonatu kobiet, zwłaszcza w Nowym Testamencie i pierwszych wiekach Kościoła. Komisja została ustanowiona w odpowiedzi na postulat Zgromadzenia Plenarnego Przełożonych Generalnych zakonów żeńskich, które odbyło się 12 maja 2016 r. Komisja składała się z siedmiu mężczyzn i sześciu kobiet. Na jej czele stał sekretarz Kongregacji Nauki Wiary abp Luis Ladaria. W grudniu 2018 r. Komisja zakończyła prace i przekazała swoje wnioski na ręce papieża. Wyniki prac nie zostały udostępnione opinii publicznej.
W październiku 2019 r. temat diakonatu kobiet został poruszony przez biskupów obecnych na X Specjalnej Sesji Synodu Biskupów („Synodzie Amazońskim”). Na zakończenie synodu papież Franciszek zapowiedział, że Kongregacja Nauki Wiary musi zgłębić tę sprawę. W posynodalnej adhortacji apostolskiej „Querida Amazonia” z 2 lutego 2020 r. papież nie podjął żadnych rozstrzygnięć co do powyższego zagadnienia.
8 kwietnia 2020 r. papież Franciszek powołał nową Komisję ds. Diakonatu Kobiet. Komisja składa się z siedmiu mężczyzn i pięciu kobiet. Na jej czele stanął kard. Giuseppe Petrocchi.

## Diakonat w Kościołach prawosławnych

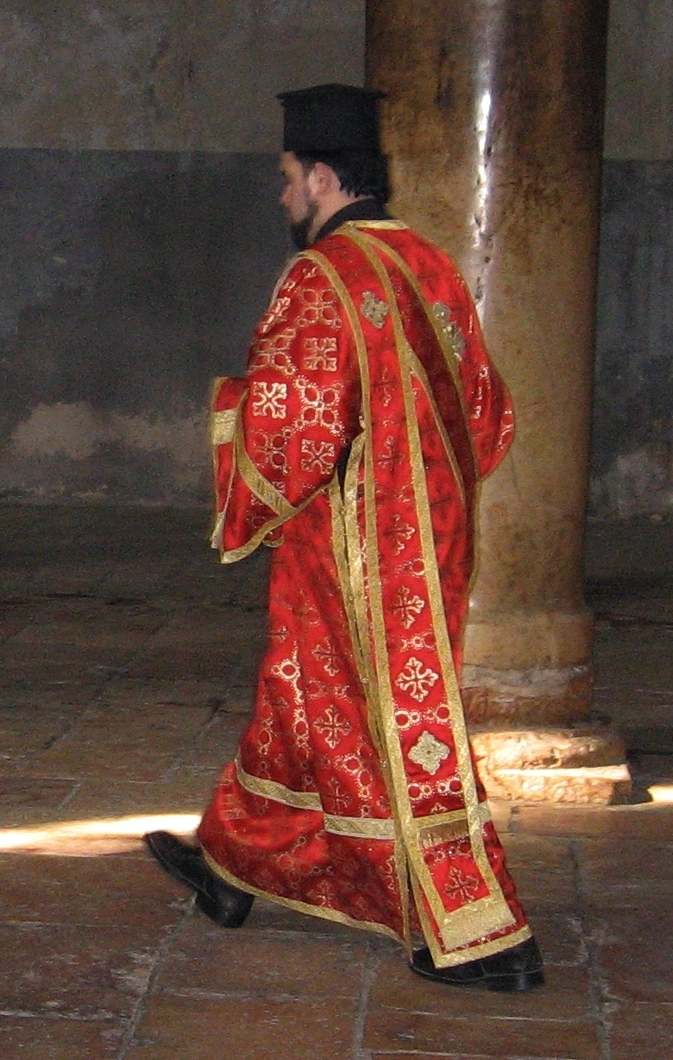
Diakon prawosławny (ubrany w sticharion, narękawniki i podwójny orarion)

### Zadania diakonów prawosławnych
W Kościołach prawosławnych od czasów wczesnochrześcijańskich diakoni pełnili funkcje służebne wobec przełożonych oraz wobec całej społeczności wiernych. Zakres ich działalności pozostał ten sam. Są pomocnikami prezbiterów i biskupów podczas odprawiania nabożeństw, wygłaszają ektenie, czytają fragmenty z Dziejów Apostolskich, Listów Apostolskich i Ewangelię, asystują podczas sprawowania sakramentów i obrzędów. Samodzielnie diakoni nie odprawiają żadnego nabożeństwa. W wyjątkowych wypadkach diakon prawosławny może, podobnie jak każdy chrześcijanin, dokonać chrztu w przypadku braku prezbitera. Za pozwoleniem księdza lub biskupa diakon może nauczać zarówno w cerkwi, jak i poza nią. Diakon, który przyjął stan zakonny, nazywany jest w prawosławiu hierodiakonem. Starsi spośród diakonów, zwłaszcza przy katedrach biskupich noszą w prawosławiu miano protodiakonów (spośród kleru diecezjalnego) oraz archidiakonów (spośród kleru zakonnego). Mianowanie, powierzanie funkcji lub zwalnianie z jej pełnienia należy do biskupa.

### Szaty diakona prawosławnego
W obrządku bizantyjskim szatami diakona są: sticharion, narękawniki (poruczy), oraz specjalna stuła diakońska, zwana orarionem, zwieszona z lewego ramienia. Niektórzy z diakonów tradycji wschodniej posiadają przywilej używania specjalnego, dłuższego orarionu podwójnego, którym dodatkowo przewiązują się z lewego ramienia na prawe biodro.

## Diakonat w Kościołach starokatolickich
Kościoły starokatolickie pojmują sakrament kapłaństwa podobnie jak rzymscy katolicy i prawosławni. Diakoni starokatoliccy nie są zobowiązani do przestrzegania celibatu. Obecnie część Kościołów starokatolickich dopuściła możliwość święcenia diakonis. W niektórych z nich istnieje również diakonat stały zarówno kobiet, jak i mężczyzn.
W Kościołach starokatolickich diakon może w pewnych sytuacjach przewodniczyć nabożeństwom, ale z pominięciem konsekracji (jest to praktyka podobna do rzymskokatolickich celebracji niedzielnych w oczekiwaniu na kapłana). Z upoważnienia biskupa diakon starokatolicki może też namaszczać chorych.
W Unii Scrantońskiej ordynuje się stałych diakonów i siostry diakonise. Ich zadaniem jest praca w ośrodkach terapeutycznych, wszelka pomoc biskupom, kapelanom i proboszczom oraz praca charytatywna np. kierowanie wolontariatem.
W Unii Utrechckiej, w Ekumenicznej Wspólnocie Katolickiej oraz w Kościele Katolickim Mariawitów kobiety mogą być diakonkami.
W Kościele Starokatolickim Mariawitów diakoni mogą przewodniczyć większości nabożeństw (z wyjątkiem Mszy Świętej), udzielają Komunii Świętej, głoszą nauki, mogą chrzcić, prowadzić pogrzeby i błogosławić sakrament małżeństwa. Podczas Mszy Świętej asystują biskupom i kapłanom i czytają Ewangelię. Na co dzień noszą szary habit z wyhaftowaną na prawej piersi monstrancją. Podczas bardziej uroczystych nabożeństw, zwłaszcza w asyście biskupa, mogą zakładać dalmatykę. Ich codziennym strojem liturgicznym jest stuła zakładana na komżę. Z powodu braków kadrowych na parafiach mogą pełnić funkcję administratora parafii.

## Diakonat w Kościołach protestanckich

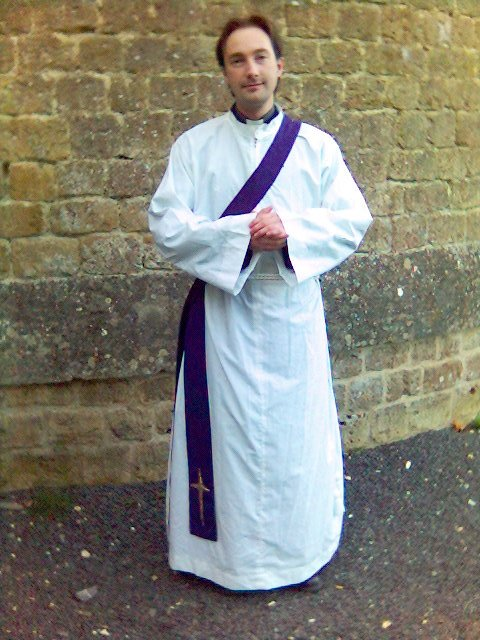
Diakon anglikański (ubrany w albę i stułę)

Diakonat istnieje obecnie w większości kościołów protestanckich. Jest on posługą duchowną pełnioną zarówno przez mężczyzn (diakoni), jak i kobiety (diakonki).
Kościół Ewangelicko-Augsburski w RP ordynuje stałych diakonów, diakonki i siostry diakonise. Ich zadaniem jest zajmowanie się pracą charytatywną, diakonijną, dydaktyczną, liturgiczną, oraz wszelką pomocą biskupom i proboszczom. Diakoni muszą ukończyć odpowiednie studia o profilu teologiczno–pedagogicznym, zdać egzamin przed Kościelną Komisją Egzaminacyjną, otrzymać przydział pracy i być ordynowanymi do tej służby przez Biskupa Diecezjalnego.
W Kościele Ewangelicko-Augsburskim w RP ordynacja diakonacka uprawnia również od 2017 roku do:
- odprawiania spowiedzi i udzielania absolucji,
- odprawienia nabożeństwa z Sakramentem Ołtarza (eucharystycznego).

Diakoni mogą wraz z księżmi i biskupami udzielać Sakramentu Ołtarza, czyli brać udział w tzw. dystrybucji Sakramentu Ołtarza, zarządzania parafią lub filiałem.
Od 1836 roku w niektórych kościołach protestanckich istnieją także diakonisy. Są to niezamężne kobiety, które podobnie jak zakonnice żyją we wspólnotach (stowarzyszeniach) i poświęcają się pracy społecznej i charytatywnej. W Polsce posługa diakonisy istnieje od 1923 roku w Kościele Ewangelicko-Augsburskim w RP. Polskie diakonisy zrzeszone są w diakonacie Eben-Ezer.
W prezbiterianizmie diakoni rozdają komunię, odwiedzają chorych, rozdzielają dary. W protestanckich kościołach Niemiec i Skandynawii istnieją specjalne instytuty diakonalne (od I połowy XIX wieku), które przygotowują diakonów do pracy z młodzieżą i służby społecznej. W wielu kościołach protestanckich diakonat jest obieralną przez wiernych funkcją, a wybrani diakoni tworzą ciało odpowiedzialne za finanse i administrację wspólnoty.
W niektórych Kościołach luterańskich w od XVI do XIX wieku diakonami (kaznodziejami) nazywano duchownych pomocniczych (wikariuszy).

## Diakonat w innych religiach
Świadkowie Jehowy nie używają na określenie funkcji zborowych terminów greckich, lecz ich tłumaczeń na języki narodowe, dlatego diakona nazywają sługą pomocniczym, prezbitera – starszym, a biskupa – nadzorcą.